# 缪斯乐队
繆斯（英語：MUSE，在部分中文刊物上被譯為謬思）是一支英國搖滾樂隊，於1994年在英國德文郡的泰格茅斯鎮創立。樂風融合了獨立搖滾、前衛搖滾、重金屬音樂、古典音樂與電音。樂團以主唱馬修·貝勒米（Matthew Bellamy）對各種陰謀論、外星生物、神學以及末世預言等的怪異興趣著稱。三位成員分別為：馬修·貝勒米（主唱、吉他手和鍵盤手）、多明尼克·霍華德（Dominic Howard）（鼓手和打擊樂樂手）以及克裏斯·沃斯坦荷姆（Chris Wolstenholme）（貝司手兼鍵盤、合音）。貝勒米是主要的歌曲作者，同時也是樂隊的靈魂人物，近來沃斯坦荷姆和霍華德參與創作的份量也逐漸增加。出了第四張專輯後，摩根．尼可斯（Morgan Nicholls）在現場演唱會擔任固定班底，負責鍵盤、取樣與合音。
2012年，繆斯乐队的单曲《Survival》被选为2012年伦敦奥运会官方歌曲。

## 歷史

### 組建以及早期歷史(1992-1997)
90年代初，他們三人就讀於同一所高中，但處於不同的樂隊。他們組建新樂隊時，最初用一些陰鬱的名字命名，例如Gothic Plague（哥德式的苦惱）和Fixed Penalty（定額罰款）。透過繆斯早期的這些名字，我們可以看到他們的混亂與叛逆。當年樂隊名稱的歷史則無從查考。
1996年，以Rocket Baby Dolls為樂隊名稱，他們參加了一場當地的樂隊比賽Battle of the Bands，演奏了富於情感且有著暴力傾向的音樂，他們的儘可能地打破了舞臺表演的既有模式，這一特色一直保持到今天。他們在這次比賽中鶴立雞群，並且最終贏得冠軍。
他們鍾愛自己的音樂風格，並且希望與泰格茅斯當地的其他音樂風格迥異，於是他們決定不上大學而去認真從事於樂隊的發展。

### 事業發起和發展的突破(1998-2000)
這支樂隊受到90年代初期的美國搖滾樂的巨大影響，當時的美國搖滾的的顯著特色在於反對了當時大行其道的英國波普運動。
樂隊的家鄉顯然不適於他們的音樂成長，為了給自己的音樂找一個合適的市場，在倫敦和曼徹斯特的長期巡演。樂隊開始使用繆斯為樂隊名稱。這段時間，他們與Dennis Smith進行了一次意義巨大的會面——Dennis Smith在英格蘭的康沃爾郡擁有一處由水磨坊改建而成的錄音棚Sawmills。
這次會面的使他們獲得機會——在Sawmills的內部廠牌Dangerous旗下，使用自己的獨立樂隊名Muse錄製密紋唱片。他們的第二張密紋唱片名為《Muscle Museum》，這張唱片對樂隊來說是一次突破，並且引起了英國有影響力的音樂記者Steve Lamacq的關注，同時英國音樂週刊新音乐快递也對繆斯極有興趣。
這張專輯發佈之後，Dennis Smith特別為繆斯創立了新的音樂發行公司Taste Media直到如今，這支樂隊一直在此公司名下。這對樂隊來說是一件特別幸運的事情，因為在他們音樂生涯的初期可以保持自己的音樂風格。
撇開第二張密紋唱片的獲得的成功與贏得的喝彩不說，只單單是馬修的顫音，時常的高音和非同一般的舞臺表演，就已經讓英國的其他樂隊無法望其項背。
美國的唱片廠牌Maverick Records跟樂隊打賭，讓他們在美國進行一些巡演（根據演出效果決定是否簽約）。最終Maverick Records在1998年底簽下了繆斯。在他們從美國返回的之後，Taste Media給繆斯安排了一些與歐洲和澳洲的其他因音樂廠牌的合作。電台司令的製作人John Leckie很看好音樂專輯善变，他也成為繆斯的首張專輯《娛樂圈》娛樂圈的製作人（所以這張專輯的風格明顯的受到電台司令的影響）。這張專輯帶有的開拓精神和熱情的歌詞風格，讓人聯想到這支樂隊在Teignmouth建立之初的艱辛歷程。
在隨後的專輯發佈活動中，Maverick在美國給Muse組織了同喷火战机乐队和嗆辣紅椒這些知名樂隊一樣的高規格的巡迴演唱，每場表演的觀眾都超過兩萬人。1999年和2000年間繆斯在歐洲召開大型演唱會，並在日本和澳洲作巡演，他們以西歐地區為主要地區積累了大量的歌迷(儘管在英國這些歌迷多半是一些左翼分子)。

### 《對稱的起源》 (2001-2002)
他們的第二張專輯《對稱的起源》仍是由Leckie製作，因而造成較沉重、較黑暗的搖滾風格。Wolstenholme的貝斯尤其經過了刻意的集中、扭曲以及合成，又加入了些許古典技巧。《Space Dementia》就是個例子。
樂團試圖用非傳統的樂器進行音樂實驗，如教堂風琴、電子琴、以及一組擴大的鼓組。專輯中放入了更多Bellamy的高音、分散和音編曲的吉他、以及特出的鋼琴演奏。這些皆受到了浪漫主義的鋼琴作品，特別是柴可夫斯基和拉赫曼尼諾夫等俄國人的影響。另外，其受到其他少數音樂主義，例如 Philip Glass 的影響也可略窺一二。Bellamy更提及他的吉他受Ned's Atomic Dustbin、Jimi Hendrix、 和 Tom Morello ( 音魔合唱團 以及 Rage Against the Machine 的團員 ) 的影響很大，後者包括如一些專輯中由反覆樂節構成的歌曲，以及Bellamy獨奏中廣泛運用的音調轉換。專輯中還收錄了一首令人驚羨改唱自Anthony Newley 和 Leslie Bricusse的《Feeling Good》。
繆斯樂團基礎的搖滾曲風與眾不同之處在於其與皇后合唱團的相似，雖然只囿於他們台上的演出之相似(Bellamy 與 Brian May 有著極神似的魅力)。
此專輯原本被預期給美國的樂界帶來極大的震撼，不過Maverick卻對繆斯主唱的唱腔有所質疑(他認為Bellamy的唱法不適合廣播)，並要求繆斯的專輯在美國發行前做些修改。受到了冒犯，謬思拒絕並離開了Maverick，以至於其《對稱的起源》專輯在美國的發行延後。(延到2005年九月二十日)
隨著這張專輯的釋出，繆斯進而發行了《喧鬧》，一張收錄其2001年在巴黎Le Zenith演出的DVD。一張收錄其b-side 歌曲以及其2001年在巴黎Le Zenith演出歌曲的雙CD版亦同步發行。之後一張兩首a-side單曲收錄了《In Your World》和《Dead Star》的單曲更揭示了其曲風與《對稱的起源》之歌劇形式不同之轉變。這張單曲雖然受到其原有歌迷的反應不一，不過因為其改變成了順耳的曲風，反而有助於吸引更多新的歌迷。
在2006年2月出版的Q雜誌，《對稱的起源》被獲選為樂迷調查百大最偉大唱片中的第74名。

### 《赦免之罪》的发行，媒体樂迷的反响与评论(2003-2004)
2003年，录音室大碟《赦免之罪》发行，制作人Rich Costey (曾经制作过Rage Against The Machine的专辑)，这张专辑表现了对上张专辑《對稱與起源》实验性音乐的一种延续，同时拥有了一个三人整体的乐队的感觉。此张专辑为乐队制造一个热门单曲《Time is Running Out》
乐队继续在他们的重型音乐中混合入古典音乐产生的影响，整体效果体现出有一些瓦格纳式的作风。乐队提到了一个贯穿整张专辑的主线－世界末日，以及对其的周围的反应。这主要是从Bellamy对阴谋论、神学、科学、未来派理论、以及超自然理论的兴趣中提炼出来的。Bellamy对恐怖主义产生兴趣的原因和因此所提到的阴谋论，似乎与他的叔叔在伊拉克战场上阵亡有关。比如歌曲《Ruled By Secrecy》，题目来源于Jim Marrs的小说"Rule By Secrecy"，主要是关于政府运作背后的秘密—专辑里许多歌词也有一定的政治参照。
乐队被Ben Myers写入了名为"Inside the Muscle Museum"的传记中，并于2004年出版。
同样的主线也可以在《对称和起源》中找到；歌曲《Space Dementia》是根据一个某些经过长期在太空工作的宇航员中所产生的精神错乱现象而起名的；还有歌曲《New Born》中提到一个科技发达对社会产生了有害的影响的假设的未来。
终于他们得到了英国主流评论的一致好评，在拿到了一份新的在美国的唱片合同后，乐队开始了他们第一场国际性的大型场地巡回演出。演出持续了将近一年，乐队造访了澳大利亚、新西兰、美国、加拿大和法国，同时，乐队发行了五张单曲。
乐队于2004年6月参加了Glastonbury音乐节。Bellamy形容演出是他们「人生中最棒的演出」。但就在演出结束后不久，鼓手的父亲，正在音乐节后台观看乐队表演的Bill Howard由于心脏病发作不幸去世了。Bellamy说：「在下了舞台之后我们确实前所未有地强烈感受到了我们的收获，但是他(鼓手)的父亲在1个小时之后去世了，这太不现实了。简直难以置信。我们之后花了一个多星期就是陪着Dom，支持着他。我觉得他应该感到高兴的是他的父亲至少已经看见他在乐队目前最辉煌的时刻了。」在队友和家人的支持下，Howard决定继续留在乐队中。
乐队继续他们非常成功的巡回演出。最后的几站是在美国以及在英国伦敦的Earls Court。由于门票的大量需求，乐队在Earls Court加演了一场。他们赢得了MTV欧洲大奖，包括「最佳现场」，还有Q杂志颁发的「最佳现场」大奖。2004年年末，Vitamin唱片公司发行了The Tallywood Strings的《The String Quartet Tribute to Muse》，这张专辑包括了Muse几首歌曲的乐器版本。2005年全英音乐奖上，乐队同样被评为「最佳现场」乐队。
乐队于2005年1月完成了巡演，但又于4月及5月去了美国，因为他们在美国得到的反响比过去强烈了很多。2005年7月2日，乐队参与了在Live 8大型演唱会，并在巴黎站演出。
一张名为《Manic Depression》的DVD传记于2005年4月发行，但是乐队并未参与此项传记,，也未参与发行。另一张DVD《Absolution tour》于2005年12月12日发行，包括了重新编辑整理后的2004年Glastonbury音乐节上演出的精彩片段，还有之前未曾面世的在伦敦Earls Court，伦敦温布利体育馆及洛杉磯 Wiltern剧院的演出及幕后片段。关于Glastonbury音乐节片段，在原先的BBC编辑版本中，两首歌《Citizen Erased》和《Stockholm Syndrome》没有被编辑入DVD中，原因未明(很可能是由于碟片空间不够),，而在Earls Court的片段中就包括了《Stockholm Syndrome》。

## 奧運官方主題曲(2012)
為了迎接4年一次的奧運賽事，倫敦奧運籌備委員會邀請繆斯樂團錄製奧運官方主題曲－－Survival，成為本屆奧運的官方主題曲，並在開幕及頒獎典禮上播放。

## 作品目錄

### 音樂專輯
| 發行日期      | 專輯                                          |
| ------------- | --------------------------------------------- |
| 1999年9月28日 | 《娛樂圈》（Showbiz）                         |
| 2001年6月18日 | 《對稱的起源》（Origin of Symmetry）          |
| 2002年7月1日  | 《喧鬧》（Hullabaloo Soundtrack）             |
| 2004年9月29日 | 《赦免之罪》（Absolution）                    |
| 2006年7月3日  | 《黑洞啟示錄》（Black Holes and Revelations） |
| 2008年3月14日 | 《毀滅電磁場》（HAARP）                       |
| 2009年9月14日 | 《反動之音》（The Resistance）                |
| 2012年10月1日 | 《第二法則》（The 2nd Law）                   |
| 2015年6月9日  | 《無人機隊》（DRONES）                        |
| 2018年11月9日 | 《模拟理论》（Simulation Theory）             |
| 2022年8月26日 | 《人民意志》（Will of the People）            |

### 單曲
| 發行年份 | 單曲                                     | 收錄專輯                                |
| -------- | ---------------------------------------- | --------------------------------------- |
| 1999年   | Uno                                      | 娛樂圈                                  |
| 1999年   | Cave                                     | Showbiz                                 |
| 1999年   | Muscle Museum                            | Showbiz                                 |
| 2000年   | Sunburn                                  | Showbiz                                 |
| 2000年   | Unintended                               | Showbiz                                 |
| 2001年   | Plug In Baby                             | Origin of Symmetry                      |
| 2001年   | New Born                                 | Origin of Symmetry                      |
| 2001年   | Bliss                                    | Origin of Symmetry                      |
| 2001年   | Hyper Music/Feeling Good                 | Origin of Symmetry                      |
| 2002年   | Dead Star/In Your World                  | Hullabaloo Soundtrack                   |
| 2003年   | Stockholm Syndrome (只供下載)            | 赦免 (专辑)                             |
| 2003年   | Time Is Running Out                      | Absolution                              |
| 2003年   | Hysteria                                 | Absolution                              |
| 2004年   | Sing for Absolution                      | Absolution                              |
| 2004年   | Apocalypse Please (只供下載)             | Absolution                              |
| 2004年   | Butterflies and Hurricanes               | Absolution                              |
| 2006年   | Supermassive Black Hole                  | Black Holes and Revelations             |
| 2006年   | Starlight                                | Black Holes and Revelations             |
| 2006年   | Knights of Cydonia                       | Black Holes and Revelations             |
| 2006年   | Invincible                               | Black Holes and Revelations             |
| 2007年   | Map of the Problematique                 | Black Holes and Revelations             |
| 2009年   | Uprising                                 | The Resistance                          |
| 2009年   | Undisclosed Desires                      | The Resistance                          |
| 2009年   | Resistance                               | The Resistance                          |
| 2009年   | Exogenesis: Symphony                     | The Resistance                          |
| 2010年   | Neutron Star Collision (Love Is Forever) | The Twilight Saga: Eclipse (soundtrack) |
| 2012年   | Survival                                 | 第二法則                                |
| 2012年   | Madness                                  | 第二法則                                |
| 2017年   | Dig Down                                 | 暂无                                    |

### 迷你專輯（EPs）
- 《Muse》 (1998年)
- 《Muscle Museum（英语：Muscle Museum）》 (1999年)
- 《Dead Star/In Your World（英语：Dead Star/In Your World）》 (2002年)

## 其他作品

### 合作曲目
- 《Helping You Back To Work: Volume 1.》 (1997年) — 《Balloonatic》 (《Twin》的早期版本)
- 《Little Nicky： Original Soundtrack》 (2000年)  — 《Cave》 (第10首)
- 《Not Another Teen Movie： Original Soundtrack》 (2001年)  — 《Please, Let Me Get What I Want》 (A Cover of The Smiths, Track 11)
- 《Tainted Love Single UK CD2： Marilyn Manson single 》(2002年)  — 《Please, Let Me Get What I Want》 (A Cover of The Smiths, Track 3)
- 《1 Love: War Child Charity Album 》(2002年)  — 《House Of The Rising Sun》 (A Cover of The Animals, Track 3)
- 《Paris Dernière: Volume 3 (Compilation Album in France)》 (2002年)  — 《Can't Take My Eyes Off You》 (A cover of Frankie Valli, Track 2)
- 《3 Petites Filles: Original Soundtrack》 (2004年) — 《New Born》 (第3首)
- 《Millions: Original Soundtrack》 (2004年)  — 《Hysteria》 (第2首), 《Blackout》 (第7首)

### Muse的其他作品
- 《The String Quartet Tribute To Muse》 (2005年) - The Tallywood Strings : Stockholm Syndrome, Map Of Your Head, Time Is Running Out, Muscle Museum, In Your World, Showbiz, The Small Print, Sunburn, New Born, Bliss, Sing For Absolution, Saving Grace (原作合集)

## 外部連結

### 官方網站
- muse.mu — 樂隊的官方網址 （页面存档备份，存于）
- Taste Media — 繆斯國際唱片公司.
- East West (時代華納音樂團體) — 繆斯英國唱片公司. （页面存档备份，存于）
- Naïve — Muse法國唱片公司 （页面存档备份，存于）
- Muse Messenger — 樂隊的法國官方歌迷會 （页面存档备份，存于）